# Merodon minutus
Merodon minutus is een vliegensoort uit de familie van de zweefvliegen (Syrphidae). De wetenschappelijke naam van de soort is voor het eerst geldig gepubliceerd in 1893 door Gabriel Strobl.